# Sinoneoneurus obscuripennis
Sinoneoneurus obscuripennis är en stekelart som beskrevs av He, Chen och Van Achterberg 1997. Sinoneoneurus obscuripennis ingår i släktet Sinoneoneurus och familjen bracksteklar. Inga underarter finns listade i Catalogue of Life.